# Acytolepis felderi
Acytolepis felderi är en fjärilsart som beskrevs av Lambertus Johannes Toxopeus 1927. Acytolepis felderi ingår i släktet Acytolepis och familjen juvelvingar. Inga underarter finns listade i Catalogue of Life.